# Cruz de Tucker
La Cruz de Tucker es una cruz de oro de 22 quilates con incrustaciones de esmeraldas, descubierta por el explorador marino bermudeño Teddy Tucker en 1955. Es considerada uno de los objetos más valiosos jamás hallados en un pecio, y a fecha de enero de 2018 se encontraba en paradero desconocido.

## Historia
La cruz fue descubierta en 1955, en un pecio frente a las costas de Bermudas, probablemente el del San Pedro (un galeón español naufragado en 1595). El autor del hallazgo, un explorador llamado Teddy Tucker, pensó en un principio que la cruz había sido fabricada en la India, dada la simplicidad de su diseño. Para 1997, era ya considerada el objeto más valioso jamás hallado en un pecio; aparentemente, perteneció en su día al Arzobispo de Lima.
Tucker decidió vender el artefacto al Gobierno de Bermudas en 1959, a fin de que permaneciese en la isla, y durante algún tiempo estuvo expuesto en un museo que el explorador y su mujer gestionaban en nombre del Gobierno. No obstante, después de que las autoridades bermudeñas le comprasen el museo a Tucker por 100 000 dólares, y poco antes de que la reina Isabel II lo visitase en 1975, se descubrió que la cruz había sido robada: el ladrón había sustituido la obra original por una réplica, con objeto de no levantar sospechas. A fecha de enero de 2018, tanto la cruz como la persona no identificada que la sustrajo continuaban en paradero desconocido.